# Беси Смит
Беси Смит (енгл. Bessie Smith; Чатануга, 15. април 1894 — Кларксдејл, 26. септембар 1937) је била америчка блуз и џез певачица.
Била је најпопуларнија, а по многима и најбоља блуз певачица 1920-их и 1930-их.
Заједно са Лујем Армстронгом имала је велик утицај на нове генерације блуз певача, а у њеној каријери помогла јој је једна од најстаријих блуз певачица, Ма Рејни.
На врхунцу славе (око 1923 — 1933), продала је два милиона плоча. Године 1926. снимила је филм Сент Луис блуз
Страдала је у аутомобилској несрећи, услед недостатка крви. Узрок смрти било је то што нису хтели да је приме у оближњу болницу за белце. Амерички драматичар Едвард Олби је по њеном животу написао драму Смрт Беси Смит.